# Bartošova Lehôtka
Bartošova Lehôtka (hongrois : Bartos) est un village du district de Žiar nad Hronom, dans la région de Banská Bystrica, en Slovaquie.

## Histoire
La première mention écrite du village date de 1487.

## Démographie

### Évolution de la population
| Année:               | 1994. | 2004.   | 2014.   | 2024.    |
| -------------------- | ----- | ------- | ------- | -------- |
| Nombre de personnes: | 410   | 410     | 384     | 345      |
| Différence:          |       | +1,42 % | -6,34 % | -10,15 % |

| Année:               | 2023. | 2024.   |
| -------------------- | ----- | ------- |
| Nombre de personnes: | 350   | 345     |
| Différence:          |       | -1,42 % |